# Gyrinus pernitidus
Gyrinus pernitidus är en skalbaggsart som beskrevs av Leconte 1868. Gyrinus pernitidus ingår i släktet Gyrinus och familjen virvelbaggar. Inga underarter finns listade i Catalogue of Life.